# 譜斑
譜斑是太陽色球上明亮的區域，通常都在色球上靠近太陽黑子的附近被發現，出自法語單詞beach。譜斑地區直接映射到下方光球的光斑，但是後者有很多尺度較小的空間，因此譜斑最常出現在可見的太陽黑子附近。光斑對太陽常數有強烈的影響，而更容易探測 (因為在色球上) 的譜斑區域在傳統上用於監視這種影響。在活動網路的關係中，譜斑像是使明亮的地區包括磁場擴散進入寧靜的太陽，但是要遵守網路邊界的約束。 
因為我們可以使用光球的熱壁模型確實的解釋光斑，但是仍不清楚譜斑和光斑之間可能的確實物理關係。

## 外部連結
- Encyclopedia of Astrobiology, Astronomy & Spaceflight: Plage（页面存档备份，存于）